# 赤井谷地沼野植物群落

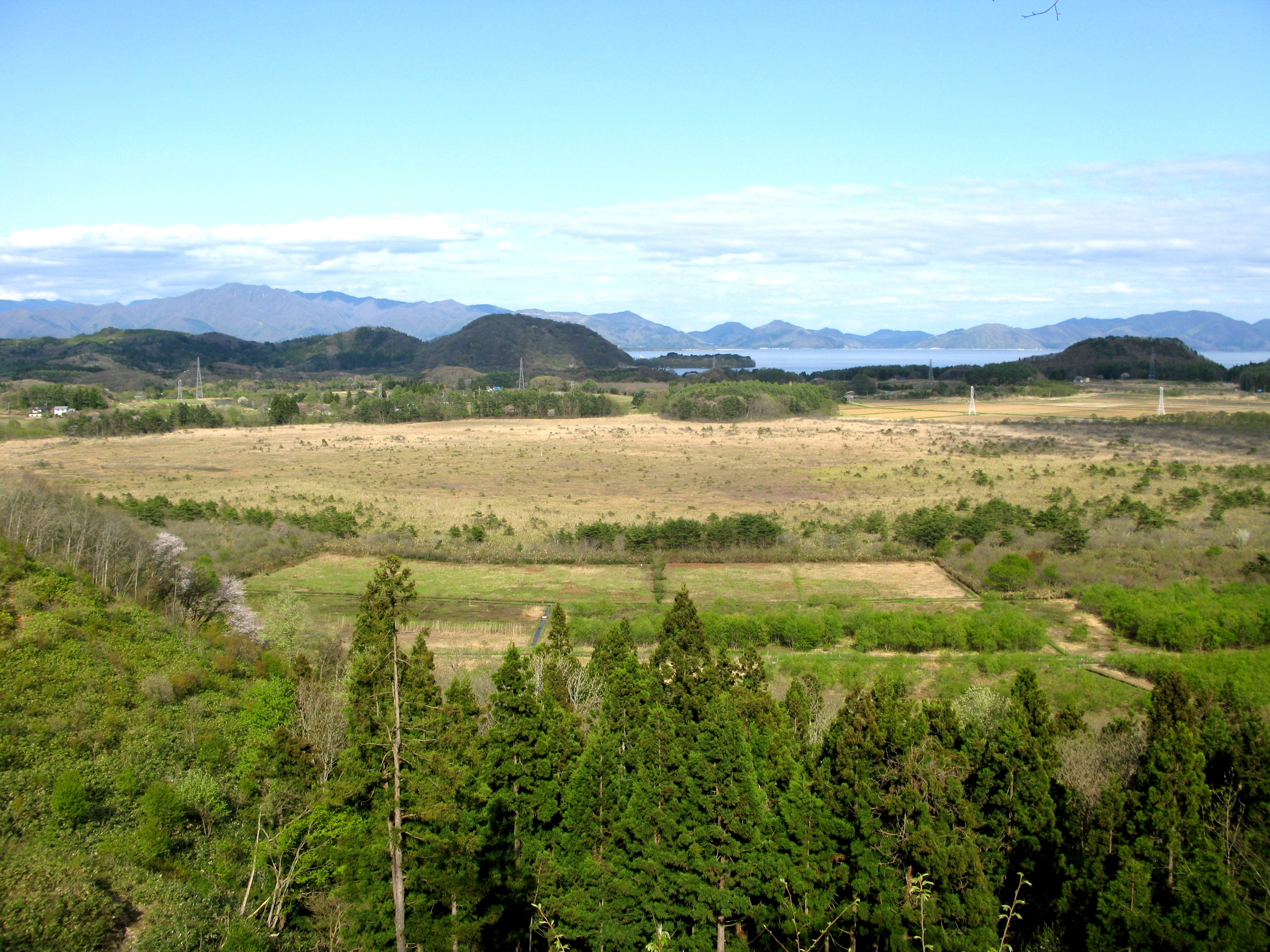
赤井谷地の西側丘陵から東側を望む。
遠方は猪苗代湖

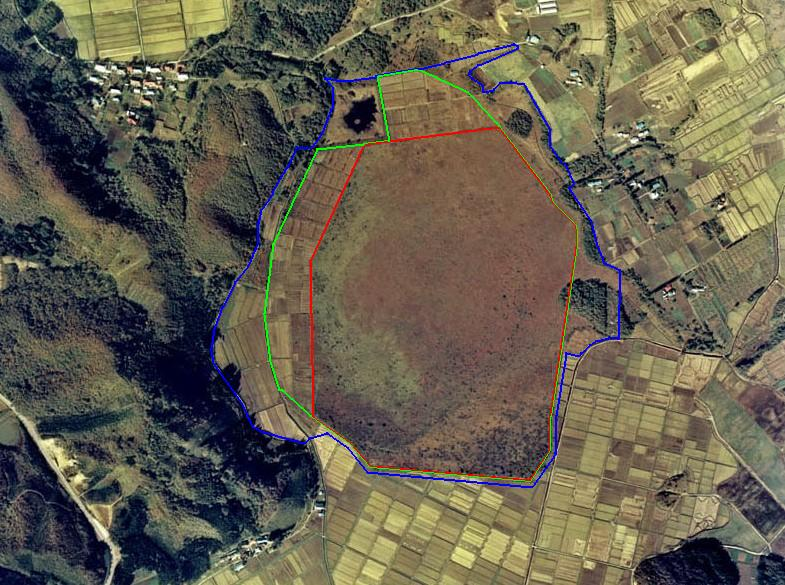
赤線内－既指定地
緑線内－既指定地（戦後、開墾のため現状変更されたが、2002年に公有化した部分）
青線内－2007年追加指定地
1976年撮影

赤井谷地沼野植物群落（あかいやちしょうやしょくぶつぐんらく）は、福島県会津若松市北東部にある標高525mの高層湿原。国の天然記念物に指定され、日本の重要湿地500に選定されている。

## 概要
赤井谷地は、猪苗代湖の西岸から約1キロメートルに位置する。猪苗代湖に注ぐ赤井川の谷の出口付近の低地に所在し、南北に約1キロメートル、東西に約0.4-1キロメートルあり、現在の指定面積は約68.4ヘクタールである。1928年（昭和3年）3月24日に、寒地性湿原植物群落として指定された国の天然記念物である。当初指定された面積は約52.8ヘクタールであったが、第二次世界大戦後の食糧増産のため、約9.2ヘクタールが開墾地として現状変更が許可され、近年まで湿原として保護されてきた面積は約43.6ヘクタールにとどまった。
2002年（平成14年）には、湿原の乾燥化を抑制し天然記念物として保存を図るため、過去に払い下げられ開墾された指定区域内民有地の公有化が行われた。また、2007年（平成19年）2月には既指定区域の周辺部分の約15.6ヘクタールの農地や原野が追加して指定された。
指定地内に木道などは整備されておらず、湿原内に立ち入ることはできない。

## 特徴
北方系植物の遺存
赤井谷地は、標高が525mと比較的低標高であるが、1928年の調査によると、自生する植物199種のうち、ツルコケモモ、ホロムイイチゴ、ホロムイソウ、ミカズキグサなど36種もの植物がサハリンと共通する亜寒帯植物であると報告されている。これは、日本の最終氷期である約2万年前までに北方系の植物が南下していたものが遺存したものと考えられている。
陸化型高層湿原
また、泥炭ドームの下に湖成層が確認されている、日本では珍しい陸化型高層湿原である。これは、4-5万年から2万年前にかけて、現在の猪苗代湖の水位が20mほど高かった頃、この地はその古猪苗代湖に含まれ、湖底には赤井谷地層と呼ばれる湖成層が堆積していった。2万年前頃、古猪苗代湖の水位がさがり、周辺が陸化されたあとも浅い沼地となり、さらに植物遺体によって泥炭層を3m堆積させながら湿地化し、泥炭ドームを発達させて高層湿原となったものである。

## 保存整備事業
農業開発との調整
赤井谷地の保護の歴史は、谷地周辺の農業開発とその利用との調整の歴史でもあった。古くは17世紀に掘削された赤井川の流域外へ通水する赤井谷地西側の用水堀であり、第二次世界大戦後では、土地改良のため、本来赤井川の谷の東端を流れていた同川を赤井谷地の東側近くに付け替えた。また、戦後の食糧増産のため、指定地内の湿原を現状変更し開墾地とした。これらの農業開発によって、赤井谷地からの排水が強まり、乾燥化を引き起こし、非湿原植物であるアカマツ、ススキ、チマキザサの侵入が著しく、天然記念物としての価値が損なわれてきた。
保存管理計画の策定
そのため、会津若松市教育委員会では1992年（平成4年）から、福島県教育委員会では1994年（平成6年）から、赤井谷地の学術的価値の再検討と現状把握を目的に、総合的な学術調査を実施し、その結果に基づき報告書が作成された。また、この調査結果に基づき、1999年（平成11年）には、赤井谷地復元保存のための指針となる『赤井谷地沼野植物群落保存管理計画』が策定され、2001年（平成13年）8月には、1967年（昭和42年）の協議以来定まっていなかった天然記念物の管理団体に会津若松市が指定された。
保存管理事業の実施
保存管理計画に基づき、赤井谷地南側で実施された福島県営ほ場整備事業により、指定地湿原と換地農地の間に緩衝地として非農用地が創設された。この事業に伴い、赤井川の付け替えと遮水板設置が施され、湿原からの漏水防止が図られた。2007年（平成19年）2月の湿原周辺部の追加指定後に、その一部としてこの非農用地が2008年（平成20年）9月に公有化された。現在、周辺堀の付け替えなどが行われ、湿原保全状況の確認のため、湿原復帰予定地および湿原内の植生調査が定期的に行われ、湿原内地下水位については自動計測が行われている。
将来計画、構想
将来的な活用計画では、天然記念物学習の場としての湿原内の木道整備や「赤井谷地エコミュージアム」が構想されているが、現在、策定された保存管理計画の見直しが検討されている。

## 湿原内の北方系の植物
エゾリンドウ、ガンコウラン、サギスゲ、サワラン、ウメバチソウ、ミズバショウ、ミツガシワ、モウセンゴケ、ヤチスギラン、ヤマドリゼンマイ、ワタスゲ。